# Antyd
Antyd – imię męskie pochodzenia grecko-łacińskiego, wywodzące się od łac. nazwiska rodowego Antdius, które z kolei pochodzi od greckich imion dwuczłonowych, takich jak Antídamas lub Antídotos.
W innych językach:
- łacina — Antidius, Antigius
- język francuski — Antide, Antège, Anthôt

Antyd imieniny obchodzi:
- 25 czerwca, jako wspomnienie św. Antyda, biskupa Besançon;
- 14 listopada, jako wspomnienie św. Antigiusa z Langres, który zmarł w Saint-Anthot[2].